# (25592) 1999 YO1
1999 واي أو 1 (ويعرف أيضًا باسم (25592) 1999 واي أو 1 وفق تسمية الكوكب الصغير) (بالإنجليزية: 1999 YO1)‏ هو كويكب ضمن حزام الكويكبات؛ وترتيبه 25592 من حيث الاكتشاف.
اكتُشف هذا الجُرم الفلكي بواسطة Yasukazu Ikari ‏ في 19 ديسمبر 1999.

## وصلات خارجية
- (25592) 1999 YO1 في قاعدة بيانات مختبر الدفع النفاث لأجرام النظام الشمسي الصغيرة

- الاكتشاف · مخطط المدار ·  العناصر المدارية · المعلمات المادية

- (25592) 1999 YO1 على موقع ويكي سكاي: DSS2, SDSS, GALEX, IRAS, Hydrogen α, X-Ray, Astrophoto, Sky Map, Articles and images